# Сигрид Эскильсдоттер (Банер)
Сигрид Эскильсдоттер (Банер) (швед. Sigrid Eskilsdotter (Banér), ум. 1527), — шведская дворянка, мать шведской регентши Кристины Юлленшерны и бабушка по материнской линии короля Швеции Густава I Вазы.

## Биография
Сигрид Эскильсдоттер была дочерью Эскиля Исакссона (Банера) и Сесилии Харальдсдоттер (Грен). Она была дважды замужем и к 1495 году успела дважды овдоветь, при этом была очень богата. Её дочь Кристина была супругой шведского регента в 1512—1520 годах и лидером стокгольмского сопротивления против Дании в 1520 году, после смерти своего мужа.
Сигрид присутствовала на коронации короля Кристиана II в Стокгольме 4 ноября 1520 года. Она была схвачена и заключена в тюрьму во время Стокгольмской кровавой бани. Сигрид и её дочь Кристина были единственными женщинами, приговорёнными к смерти во время Стокгольмской кровавой бани, но в обоих случаях приговор не был приведён в исполнение. Сигрид была приговорена к тому, чтобы её зашили в мешок и утопили в море, но казнь была прервана, когда она согласилась завещать всё свое имущество монарху. Вместе со своими дочерьми Кристиной и Сесилией, внучками и большой группой шведских дворянок Сигрид была доставлена в 1521 году в датский Блоторн («Голубую башню») Копенгагенского замка. Её дочь Сесилия и две внучки умерли в заключении, но Сигрид было разрешено вернуться в Швецию в 1523 году, где её внук Густав I Ваза теперь был королём.

## Семья
Замужества и дети:
1. Советник Магнус Карлссон (Эка), умер в период между 1484 и 1487 годом.
  1. Сесилия Монсдоттер (1476—1523), мать Густава Вазы, ставшего в 1523 году королём Швеции.
2. Рыцарь и советник Нильс Эрикссон (Юлленшерна), умер в 1495 году.
  1. Кристина Юлленшерна (1494—1559), регент Швеции.